# Mindolluin
En el universo de Tolkien el Monte Mindolluin (palabra élfica que quiere decir Torre de cabeza azul) era una de las montañas más importantes de las Montañas Blancas. Ubicada en el extremo este de las Ered Nimrais, se elevaba por encima de la ciudad de Minas Tirith y se unía a esta a través de la Colina de la Guardia.
En su falda meridional existía un altiplano bajo las nieves que coronaban los picos, y que dominaba el precipicio que se abría a espaldas de la ciudad. Allí Aragorn y Gandalf encontraron un retoño del Árbol Blanco sembrado hacía siglos, que simbolizaba la casa de Elendil, y que fue plantado en la Plaza del Manantial. Al norte, bajo la sombra de la montaña, estaba el Bosque de Drúadan.

## Colina de la Guardia
Tal era el nombre de la Colina en donde se ubicaba la Ciudad de Minas Tirith, que se unía a una de las estribaciones del Monte Mindolluin. La Colina medía casi 700 pies de altura y estaba ubicada a espaldas de la Gran Puerta.
En la Cima de la Colina se encontraba la Ciudadela en la que se alzaba la Torre Blanca.
- Datos: Q2738089